# Omar de Jesús Mejía Giraldo
Omar de Jesús Mejía Giraldo (El Santuario, 21 gennaio 1966) è un arcivescovo cattolico colombiano, dal 13 luglio 2019 arcivescovo metropolita di Florencia.

## Biografia

### Formazione e ministero sacerdotale
Dopo aver compiuto gli studi di filosofia e teologia nel seminario maggiore nazionale Cristo Sacerdote a La Ceja, ha conseguito la licenza in filosofia e scienze religiose presso l'Universidad Católica de Oriente di Rionegro e la licenza in teologia dogmatica presso la Pontificia Università Gregoriana di Roma.
È stato ordinato sacerdote il 16 novembre 1991.
Tra i vari incarichi ricoperti, è stato formatore nel seminario diocesano Nuestra Señora e nel 2008 è stato nominato rettore del seminario nazionale Cristo Sacerdote a La Ceja.

### Ministero episcopale
Il 27 aprile 2013 papa Francesco lo ha nominato vescovo di Florencia. Ha ricevuto l'ordinazione episcopale il 29 giugno successivo presso la chiesa di san Giuda Taddeo appartenente alla Diocesi di Sonsón-Rionegro dal vescovo di Sonsón-Rionegro Fidel León Cadavid Marin, co-consacranti l'arcivescovo di Medellín Ricardo Antonio Tobón Restrepo e l'arcivescovo di Ibagué Flavio Calle Zapata. Ha preso possesso della diocesi l'11 luglio successivo.
Nel 2018 ha preso parte alla XV assemblea generale ordinaria del sinodo dei vescovi, svoltasi dal 3 al 28 ottobre, dal tema "I giovani, la fede e il discernimento vocazionale".
Il 13 luglio 2019 papa Francesco ha eretto la provincia ecclesiastica di Florencia, elevando a chiesa metropolitana la diocesi di Florencia e lo ha nominato primo arcivescovo metropolita. Ha preso possesso dell'arcidiocesi il 19 settembre successivo.
Nello stesso anno ha partecipato all'assemblea speciale per la Regione Panamazzonica, svoltasi dal 6 al 27 ottobre.
Dal maggio 2021 al 2 ottobre 2024 è stato anche amministratore apostolico della diocesi di San Vicente del Caguán.
Il 26 giugno 2021, nella cattedrale di Nostra Signora di Lourdes di Florencia, il nunzio apostolico in Colombia Luis Mariano Montemayor gli ha consegnato il pallio arcivescovile.

## Genealogia episcopale
La genealogia episcopale è:
- Cardinale Scipione Rebiba
- Cardinale Giulio Antonio Santori
- Cardinale Girolamo Bernerio, O.P.
- Arcivescovo Galeazzo Sanvitale
- Cardinale Ludovico Ludovisi
- Cardinale Luigi Caetani
- Cardinale Ulderico Carpegna
- Cardinale Paluzzo Paluzzi Altieri degli Albertoni
- Papa Benedetto XIII
- Papa Benedetto XIV
- Papa Clemente XIII
- Cardinale Enrico Benedetto Stuart
- Papa Leone XII
- Cardinale Chiarissimo Falconieri Mellini
- Cardinale Camillo Di Pietro
- Cardinale Mieczysław Halka Ledóchowski
- Cardinale Jan Maurycy Paweł Puzyna de Kosielsko
- Arcivescovo Józef Bilczewski
- Arcivescovo Bolesław Twardowski
- Arcivescovo Eugeniusz Baziak
- Papa Giovanni Paolo II
- Cardinale Beniamino Stella
- Vescovo Fidel León Cadavid Marin
- Arcivescovo Omar de Jesús Mejía Giraldo